# Sucuveni (okręg Gałacz)
Suceveni – wieś w Rumunii, w okręgu Gałacz, w gminie Suceveni. W 2011 roku liczyła 1257 mieszkańców.